# Hypsophila klapperichi
Hypsophila klapperichi är en fjärilsart som beskrevs av Charles Boursin 1957. Hypsophila klapperichi ingår i släktet Hypsophila och familjen nattflyn. Inga underarter finns listade i Catalogue of Life.